# Playa del Inglés
Playa del Inglés (Spaans voor "strand van de Engelsman") is een plaats aan de zuidkust van het eiland Gran Canaria. Playa del Inglés maakt deel uit van de gemeente San Bartolomé de Tirajana.

## Beschrijving
De plaats is bekend om haar lange strand en de uitgestrekte zandduinen, de Duinen van Maspalomas. Het zand hiervan is afkomstig van de Sahara. Langs dit strand vindt men talloze hotels, restaurants en cafés. Voordat het een toeristische trekpleister werd, was landbouw de belangrijkste bron van inkomsten in de regio. Ook nu nog geldt de landbouw als de op een na belangrijkste inkomstenbron.
Samen met andere badplaatsen als San Agustín en Maspalomas vormt Playa del Inglés het toeristische hart van Gran Canaria. In 2002 woonden er 17.158 personen; dit aantal groeit nog altijd.
Playa del Inglés kan worden bereikt via de oude snelweg van Puerto de Mogán naar Las Palmas en via snelweg GC1.

## Galerij

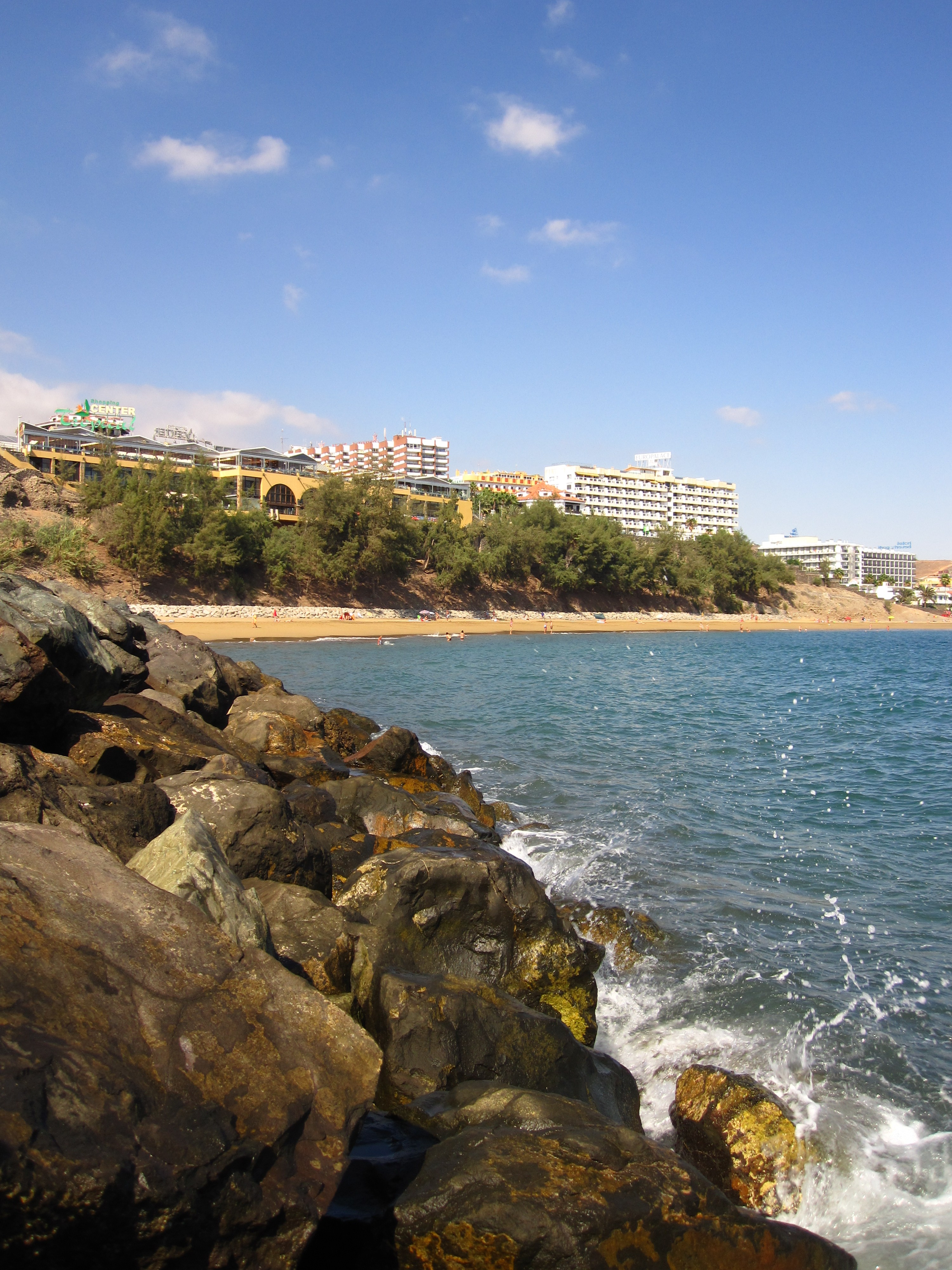
Zicht op het strand en de hotels
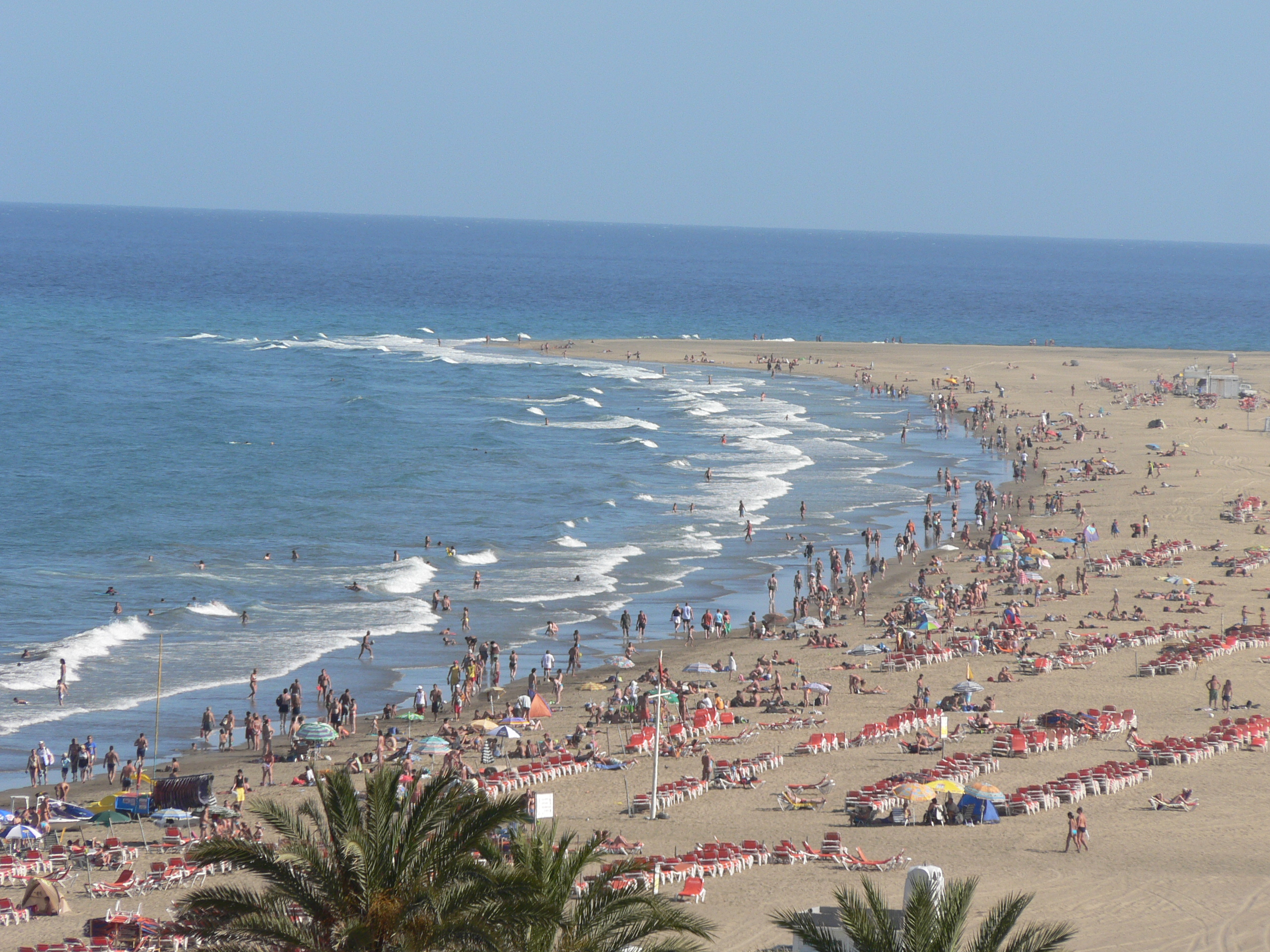
Strand van Playa del Inglés